# Przesłuchanie (prawo)
Przesłuchanie – czynność, która ujawnia cztery środki dowodowe: wyjaśnienia oskarżonego, zeznania świadka oraz opinie biegłego i strony procesu cywilnego.

## Sposób przeprowadzenia
W postępowaniu karnym sposób procesowego przeprowadzania przesłuchań reguluje art. 171 § 1 kpk, który stanowi, że „osobie przesłuchiwanej należy umożliwić swobodne wypowiedzenie się w granicach określonych celem danej czynności, a dopiero następnie można zadawać pytania zmierzające do uzupełnienia, wyjaśnienia lub kontroli wypowiedzi”.

## Cel przesłuchania
Wynikiem prawidłowo przeprowadzonego przesłuchania jest uzyskanie prawdziwej, rzetelnej i wartościowej relacji osoby przesłuchiwanej.

## Przesłuchanie z punktu widzenia psychologii
Zgodnie z psychologią społeczną przesłuchanie to proces komunikacji interpersonalnej, w którym występuje wzajemne oddziaływanie i dwustronny przekaz informacji, również poprzez znaki pozawerbalne.
Obie strony interakcji mają wpływ na jego przebieg.